# 지존무상 2 - 영패천하
1991년에 개봉한 홍콩 영화 《지존무상 2 - 영패천하(이하 지존무상 2)》는 전작인 카지노 영화 지존무상의 속편이지만, 내용과 등장인물은 지존무상에서 이어지지 않으며, 지존무상의 극 전개상 필요한 주요 소재들만 차용하여 만든 영화이다.
영화의 주제곡인 '일기주과적일자(一起走過的日子)'는 1992년 4월 5일에 있던 제 11회 홍콩 영화 금상장에서 OST상의 후보로도 올랐다.

## 출연진
- 왕걸 : 구걸(仇傑, 애칭 : 아걸 阿傑) : 범숙의 제자로 아시아 제일의 도박꾼이다.
- 유덕화 : 계익(雞翼) : 범숙의 제자이자, 구걸(아걸)의 친구
- 오천련 : 소매(小妹, 매정) - 계익의 여자 친구
- 진법용(陳法蓉) : 아걸의 전 여자친구 - 극중 직업은 변호사
- 유조명(劉兆銘) : 범숙(范叔) - 아걸, 계익, 담영비의 스승.
- 왕소(王霄) : 담영비(詹永飛, 제임스) - 과거 범숙의 제자였으나, 범숙과 아걸을 배신한다.
- 황추생 : 포가(炮哥) - 담영비의 수하.
- 진탁흔(陳卓欣) : 아걸의 딸 흔흔(欣欣)
- 황일비(黃一飛) : 아걸의 사촌 형
- 오완의(吳浣儀) : 아걸의 사촌 형수
- 유강

## OST
유덕화가 부른 노래는 국어(표준 중국어) 판본, 광동어 판본에 수록된 곡이 같지만 왕걸이 부른 노래는 국어 판본과 광동어 판본에 실린 곡이 다르다.
| 노래 제목                              | 가수   | 언어        | 비고 |
| 일기주과적일자(一起走過的日子)         | 유덕화 | 광동어      | 영화 주제곡 수록앨범 : 일기주과적일자(一起走過的日子, 1991) |
| 불사적몽(不死的夢)                     | 유덕화 | 광동어      | 수록앨범 : 일기주과적일자(1991) |
| 심통(心痛, 國)                         | 왕걸   | 표준 중국어 | 국어 판본에 수록되어있다. 수록앨범 : 망기니불여망기자기(忘記你不如忘記自己, 1991)                                                                                  |
| 심통(心痛, 粤)                         | 왕걸   | 광동어      | 광동어 판본에 수록되어있다. 수록앨범 : 일생심쇄(一生心碎, 1991) |
| 망기니불여망기자기(忘記你不如忘記自己) | 왕걸   | 표준 중국어 | 국어판 엔딩곡. 망기니불여망기자기와 빙냉장가의 원곡은 독일 밴드 본파이어(Bonfire)의 You Make Me Feel이다.) 수록앨범 : 망기니불여망기자기(忘記你不如忘記自己, 1991) |
| 빙냉장가(冰冷長街)                     | 왕걸   | 광동어      | 광동어 판 엔딩곡. 수록앨범 : 일생심쇄(1991) |